# Holmsbu
Holmsbu är en tätort i Askers kommun i Akershus fylke i sydöstra Norge. Orten hade 351 invånare 2006 och ligger vid Drammensfjorden. Här finns ett museum som visar Henrik Sørensens konst, Holmsbu billedgalleri. Fram till 2019 tillhörde orten Hurums kommun i Buskerud fylke.
Orten har tidigare haft status som stad. År 1757 blev orten en så kallad lastningsplats (norska: ladested) med begränsade handelsrättigheter under Holmestrand. Lastningsplatsen fick fulla rättigheter 1847, men valde, trots att den hade rätt att göra så, att inte bilda någon stadskommun utan att istället ingå i dåvarande Hurums kommun.